# Leiopelma Hamiltonova
Leiopelma Hamiltonova (Leiopelma hamiltoni) je endemický druh žáby z Nového Zélandu. Patří do jednoho z nejstarších a nejprimitivnějších rodů žab, které ostrovní oblast osídlily již v pradávných dobách díky kontinentálnímu driftu při rozpadu superkontinentu Gondwany. Jsou to obojživelníci žijící výhradně na souši, vodu nepotřebují ani k rozmnožování.

## Výskyt
V současnosti se dochovala jediná původní populace žijící na Stephensově ostrově ležícím u členitého severního pobřeží Jižního ostrova Nového Zélandu. Leiopelmy Hamiltonovy tam obývají jen nevelké, kamenité, původně zalesněné území, které však bylo později vykáceno a devastováno pasoucími se hospodářskými zvířaty. Dnes je oblast výskytu oplocena, revitalizována a rostou tam převážně traviny, nízké poléhavé rostliny a vyrůstá obnovený původní les.
Asi 300 žab tam žije v ohradě o rozloze 600 m² v nadmořské výšce okolo 300 m n. m., kde je průměrná teplota v létě +18 °C a v zimě +8 °C. Nacházejí tam dostatek vlhkých, mechem porostlých skalních štěrbin, ve kterých přečkávají denní dobu. Ohrada je chrání před hlavními predátory, domácí endemickou hatérií novozélandskou a importovanou krysou obecnou.

## Popis
Pohlavní dimorfismus je patrný jen ve velikosti, větší samice bývají průměrně velké 45 mm a menší samci jen 40 mm. Mají stejnou barvu, převážně jsou světle hnědé s tmavě hnědým až černým pruhem po obou stranách hlavy okolo očí. Na rozdíl od většiny žab nemají oční zorničky štěrbinové, ale kruhové a dobře uzpůsobené pro nízkou intenzitu světla. Jejich jazyk není volný, nýbrž spojený s dolním patrem. Nevyvinuly se jim hlasové ani sluchové orgány a mezi prsty nemají plovací blány. Nejsou sice přímo závislé na vodě, ale potřebují vlhké prostředí, v suchém brzy umírají (vlhká kůže podporuje dýchání).

## Chování
Jsou noční živočichové přečkávající denní dobu ve vlhkých skalních štěrbinách. Na lov vylézají až při vyšší vzdušné vlhkosti v podvečer, nejaktivnější jsou za nočního deštivého počasí. Jsou to samotáři nevytvářející sociální skupiny a stýkají se pouze z důvodu páření. Přestože asi 300 jedinců žije na poměrně malém prostoru, není známo soupeření o teritorium nebo partnera, jsou věrní svému území a nemigrují.
Postrádají orgány k hlasové komunikaci a nesvolávají po vzoru ostatních žab kvákáním své druhy, pouze někdy při ohrožení nebo páření vydávají chraptivé a pískavé zvuky, jejich původ a význam není objasněn. Pravděpodobně vnímají jen nízkofrekvenční okolní otřesy půdy. Mezi sebou komunikují převážně chemicky, například svými výkaly, které ostatní očichávají. Nejsou nikde chovány v zajetí a mnoho informací o jejich životě není.
Živí se výhradně živočišnou stravou, kterou na rozdíl od většiny žab nemohou lapat svým přirostlým jazykem, ale celou otevřenou tlamou. Žerou hlavně drobné bezobratlé živočichy, hlavně hmyz.

## Rozmnožování
Před pářením nepoužívají jako primární metodu pro vyhledání partnera hlasité volání, ale nejspíše chemické podněty. Samice se páří pravděpodobně co dva roky mezi říjnem a prosincem. Dochází k němu v klasické žabí poloze, v amplexu, kdy samec je zezadu na zádech samice a drží ji předníma nohama. Tehdy dochází k vnějšímu oplodnění kladených vajíček. Průhledná vajíčka v počtu sedm až devatenáct jsou položena v několika řetízcích na vlhké, lesní půdě do vyhloubeného místa skrytého pod kamenem nebo dřevem. Za sedm až devět týdnů se z vajíček vylíhnou drobné žabičky, které stráví v blízkosti hnízda ještě jedenáct až třináct týdnů „dokončováním“ svého vývoje, zvětší se jim končetiny, vyrostou zuby a vstřebá se drobný ocas.
Samci zůstávají u hnízda a chrání nejen vajíčka, ale po vylíhnutí i mladé potomky, které pro udržení jejich vlhkosti nosí v době sucha na zádech. Mláďata se sama živí drobnou potravou, roztoči, mouchami a pod. Po plném dokončení vývoje, asi při dosažení délky 12 mm, se osamostatňují. Pohlavně dospějí ve věku tří až čtyř let, průměrná délka života se odhaduje na 23 roků.

## Ohrožení
Leiopelmy Hamiltonovy využívají v případě ohrožení svého ochranného zbarvení umožňujícího jim splynout s okolím, při spatření dravce na dlouhou dobu ztuhnou a doufají, že nebudou objeveny. Při ochraně mláďat se zase napřímí, roztáhnou nohy a dělají se většími. Na zádech a bocích mají žlázy vylučující v případě nebezpečí nechutný extrakt. Mimo výše uvedených hatérie novozélandské a krysy obecné jsou potenciálně ohroženy ještě houbovitou chytridiomykózou obojživelníků (Batrachochytrium dendrobatidis) parazitující na jejich kůži.
Celkový počet těchto vzácných žab sice není vysoký, ale je v současnosti stabilní. Za rizikový faktor je považována okolnost, že všechny žijí na malé ploše a může dojít k nahodilé události (např. požár, infekce, invazní dravec), která je vyhubí. Bylo proto pro ně v roce 1991 vyhrazeno nové území se zbytkem původního lesa a tam přesunuto dvanáct dospělých jedinců, kterým se tam moc nedaří. V létech 2004 až 2006 bylo sedmdesát žab převezeno na nedaleký ostrov Nukuwaiata (Nukuwaiata Island), kde nežijí žádní dravci a byla tam založena druhá populace leiopelmy Hamiltonovy, jež nyní prosperuje. Oba ostrovy jsou součásti přírodní rezervace a vstup je na ně zakázán.
S ohledem na příznivý výhled je tento endemický druh zařazen Mezinárodním svazem ochrany přírody (IUCN) do kategorie zranitelný druh VU.